# Mimei Sakamoto
 (janvier 2023).
La mise en forme du texte ne suit pas les recommandations de Wikipédia : il faut le « wikifier ».
Les points d'amélioration suivants sont les cas les plus fréquents. Le détail des points à revoir est peut-être précisé sur la page de discussion.
- Les titres sont pré-formatés par le logiciel. Ils ne sont ni en capitales, ni en gras.
- Le texte ne doit pas être écrit en capitales (les noms de famille non plus), ni en gras, ni en italique, ni en « petit »…
- Le gras n'est utilisé que pour surligner le titre de l'article dans l'introduction, une seule fois.
- L'italique est rarement utilisé : mots en langue étrangère, titres d'œuvres, noms de bateaux, etc.
- Les citations ne sont pas en italique mais en corps de texte normal. Elles sont entourées par des guillemets français : « et ».
- Les listes à puces sont à éviter, des paragraphes rédigés étant largement préférés. Les tableaux sont à réserver à la présentation de données structurées (résultats, etc.).
- Les appels de note de bas de page (petits chiffres en exposant, introduits par l'outil «  Source ») sont à placer entre la fin de phrase et le point final[comme ça].
- Les liens internes (vers d'autres articles de Wikipédia) sont à choisir avec parcimonie. Créez des liens vers des articles approfondissant le sujet. Les termes génériques sans rapport avec le sujet sont à éviter, ainsi que les répétitions de liens vers un même terme.
- Les liens externes sont à placer uniquement dans une section « Liens externes », à la fin de l'article. Ces liens sont à choisir avec parcimonie suivant les règles définies. Si un lien sert de source à l'article, son insertion dans le texte est à faire par les notes de bas de page.
- La présentation des références doit suivre les conventions bibliographiques. Il est recommandé d'utiliser les modèles {{Ouvrage}}, {{Chapitre}}, {{Article}}, {{Lien web}} et/ou {{Bibliographie}}. Le mode d'édition visuel peut mettre en forme automatiquement les références.
- Insérer une infobox (cadre d'informations à droite) n'est pas obligatoire pour parachever la mise en page.

Pour une aide détaillée, merci de consulter Aide:Wikification.
Si vous pensez que ces points ont été résolus, vous pouvez retirer ce bandeau et améliorer la mise en forme d'un autre article.
Pour les articles homonymes, voir Sakamoto.
Mimei Sakamoto (さかもと 未明, Sakamoto Mimei), née Akemi Takeda (武田 明美, Takeda Akemi) le 21 octobre 1965, est une artiste japonaise de manga, écrivain, peintre, chanteuse, photographe, et mannequin ainsi que directrice de Mimeidia, Inc.

## Biographie

### Jeunesse (1965-1988)
Née à Yokohama (préfecture de Kanagawa), Mimei est une artiste japonaise, dessinatrice de mangas, influencée très tôt par les œuvres d'Osamu Tezuka, qui étaient publiés en série dans le Sankei Shimbun de l’époque. En troisième année de collège, Mimei a soumis un manga à la maison d’édition Shūeisha pour leur magazine Bessatsu Margaret, et a été sélectionnée pour un prix.

### Début en tant que mangaka (1989)
Après avoir obtenu son diplôme de l'Université de Tamagawa (en) en 1988, Mimei fit ses débuts l'année suivante en tant que mangaka en publiant un manga « seijin » Second Flight dans la revue Noir de Nihon Bungeisha.

### Diversification
Mimei continua de dessiner des mangas mais en avait assez d’être considérée comme une simple artiste érotique. En 2000, elle travailla sur Attaque ! Forces d’autodéfense qui a été publié par Shinchosha. La même année, elle fit ses débuts en tant qu’écrivain avec sa première œuvre, Hanao, parue dans le magazine littéraire Bungakukai (Bungei Shunju), et se concentra sur des créations plus classiques. C’est au cours de cette période qu’elle a commencé à publier des comptes-rendus d’interviews et des essais dans « Shincho 45 ». Au cours d’une de ses interviews avec un homme politique, on lui a demandé de couvrir la question des enlèvements de citoyens japonais par la Corée du nord. Elle fut présentée à M. Shigeru Yokota et à sa femme Sakie Yokota, dont la fille avait été enlevée et que le couple s’efforçait de ramener. Quelques jours plus tard, Mimei a soumis des documents sur la question des enlèvements au rédacteur en chef du magazine « Weekly SPA! » (Fusosha) pour une rubrique manga basée sur cette interview.
Sakamoto proposait d’afficher en frontispice une photo d’elle en petite tenue. Avec l’accord du rédacteur en chef, la rubrique « Nippon-no-Mimei » a ainsi vu le jour en 2003. La chronique s’est poursuivie pendant quatre ans et demi, et c’est grâce à elle que Mimei a pu interagir avec de nombreux membres de la Diète et des célébrités, et a attiré l’attention en tant que polémiste et caricaturiste conservatrice d’un nouveau genre.
En outre, elle fut attirée par la culture traditionnelle japonaise et, après un bref passage dans un restaurant japonais à Mukōjima, elle travailla comme employée dans un club de Ginza.
Mimei a créé le blog Sakamoto Mimei, Amoeba-like, Confessions et le site Sakamoto Mimei, Love School. Elle a gagné en popularité avec des conseils de vie dans des magazines féminins et avec son premier livre de beauté, Sakamoto Mimei Beauty Revolution, vendu à plus de 100 000 exemplaires.
Le Sankei Shimbun a publié son manga traitant d’actualité Yuchan, Tell Me, Please ! en série à partir d’octobre 2005.
La même année, Mimei a rejoint l’agence de talent Sunny Side Up et est ensuite apparue en tant que commentatrice régulière sur la chaîne Nippon TV, dans « Sukkiri !! », leur programme hebdomadaire du vendredi en 2006. Même avec plusieurs assistants, elle avait un emploi du temps très chargé, avec souvent 15 à 18 heures de travail par jour, la poussant vers des habitudes d’alcoolisme, arrêtées depuis.
Le 29 mai 2006, elle fut également présentée dans le Time Asia du 29 mai 2006 en tant qu’artiste de manga pouvant aborder la sexualité, et publia une pleine page en couleur.
En 2007, Mimei a repris son blog avec un nouveau nom Sakamoto Mimei’s Relaxing Café. Cette année a également vu la sortie d'u manga sur l’histoire de l’Empire romain par la maison d’édition Kōdansha. L’ensemble en 3 volumes, écrit d’un point de vue historique, a nécessité sept ans de travail pour un coût de 4,5 millions de yens (environ 50 000 $ à l’époque). L’ensemble a même été traduit et publié à l’étranger. Sont également sortis des mangas sur la mythologie grecque, les dieux et les mortels.
La même année, dépassant les frontières des mangas pour public féminin, Mimei reçut une offre de la part de la maison Kōdansha pour écrire une série de manga avec des thèmes motivants pour les enfants, qui ont été publiés dans la collection MiChao !. Par la suite, elle s’est plongée dans l’écriture de Nonnonnonchan.

### Efforts pour résoudre l’enlèvement de ressortissants japonais par la Corée du Nord
Depuis les années 1970, de nombreux Japonais ont été enlevés par la Corée du Nord, mais pendant longtemps, non seulement le gouvernement de la Corée du Nord, mais aussi le gouvernement du Japon, ont refusé de reconnaître ce fait. L’une des personnes enlevées était la jeune fille de 14 ans de Shigeru et Sakie Yokota, Megumi Yokota, disparue en 1978. Pendant longtemps, les parents n’ont pas su si leur fille avait fait une fugue ou avait été enlevée, mais les recherches sur sa disparition ont fortement indiqué qu’elle avait été enlevée par des agents de la Corée du Nord. Il y eut malheureusement d’autres victimes que Megumi.
À la demande de Shigeru Yokota, les familles de victimes organisèrent un groupe de liaison (Groupe pour les familles de victimes d’enlèvement par la Corée du Nord) plus connue sous le nom de Kazokukai, « association des familles ». Après plus de 20 ans d’appels, de manifestations et de rassemblements, la Corée du Nord a finalement admis sa responsabilité dans les enlèvements lorsque l’ancien premier ministre Junichiro Koizumi s’est rendu en Corée du Nord en 2002.
Cela a abouti au rapatriement de cinq citoyens japonais et le gouvernement japonais a enfin reconnu la réalité des enlèvements. Cependant, comme beaucoup d’autres, Megumi Yokota n’est jamais revenue. Il fut dit qu’elle était décédée depuis, mais des tests ADN ont prouvé que les restes que la Corée du Nord avait envoyés comme étant les siens étaient faux.
En 2013, Mimei écrivit la chanson Blue Legend sur une musique de Seiji Endo pour rendre hommage et faire connaître Megumi Yokota.

### Carrière artistique
En 2017, elle a organisé une exposition personnelle à la galerie Yoshii, célèbre pour ses associations avec la France, et où Picasso et Matisse avaient été présentés pour la première fois au Japon. Mimei a exposé et vendu des gravures sur bois centrées sur sa version artistique des portraits de Shigeru et Sakie Yokota et des familles des personnes enlevées. Une partie des ventes a été reversée à l’association des familles des victimes d’enlèvement.
La même année, elle a repris ses activités de chanteuse. Priant pour le retour des victimes d’enlèvement restantes ainsi que pour le rétablissement des zones touchées par le tremblement de terre au Japon, elle organisa un concert avec des musiciens réunis autour de ces mêmes idées au Blue Rose de Suntory Hall. Plus de la moitié des ventes ont été reversées à l’association 3.11 Juku, qui soutient les enfants qui ont perdu leurs parents dans le tremblement de terre du 11 mars, et à l’association des familles victimes d’enlèvement.
Toujours la même année, en tant que photographe, Mimei était responsable des photos de mariage pour Nogi Kaikan, et son travail a été utilisé pour de multiples publications.
En 2018, continuant à soutenir la cause des personnes enlevées, elle chanta Blue Legend à la basilique Sainte-Marie-Majeure, du Vatican.
En 2019, Mimei tint sa seconde exposition à l’hôtel Chizanso, réussissant à vendre la quasi-totalité de ses œuvres,.
En tant que photographe, Mimei était responsable des photos de mariage pour Nogi Kaikan, et son travail a été utilisé pour de multiples publications.
En 2019, elle a pris des photos du pape lors de sa visite au Japon en tant que photographe officielle pour Kōdansha, et a écrit de nombreux articles concernant le pape. Elle a fourni des photos, un post-scriptum et aida à la compilation de  Les Mots du pape.
Sur le plan musical, Mimei a préparé un total de quatre concerts en ligne entre 2019 et 2021 pour faire un lien entre la France et le Japon et montrer un soutien envers les personnes touchées par la crise sanitaire liée au Coronavirus.

## Projets à l’étranger
Attristée par la nouvelle du décès de Shigeru Yokota en 2020, Mimei s’est plongée dans les sources sonores qu’elle avait produite. En octobre, elle produisit une vidéo d’un chant en duo avec Benjamin Legrand (fils de Michel Legrand), et la présente à Paris. La même année, sort son troisième CD « Moulin Rouge » et un livre roman photo Histoires d’amours.
Son tableau Montmartre a été sélectionné pour  l’exposition d’art actuel France-Japon parrainée par le Salon d’Automne et qui s’est tenue au Centre national des Arts de Tokyo durant l’été 2020.
En 2021, des entretiens couvrant trois années de l’histoire du cabaret « Au Lapin Agile » à Montmartre, Paris, ont été publiés en série dans « Geijutsu Shincho » (Shinchōsha) sur une période de six mois. De plus, cette année, l’œuvre d’art « Bateau Lavoir » a été sélectionnée pour le Salon d’Automne pour la première fois. « Montmartre » a également été recommandé pour être exposé à la 53ème "exposition de arte Japonese en Comillas". Mimei a enfin organisé une exposition personnelle à l’ESPACE SORBONNE 4 à Paris en novembre 2021,,,.
Soutenus par Tamagawa Gakuen, Mimei Sakamoto et Seiji Endo ont donné un concert « ETERNITY » dans leur lycée d’origine, et Mimei a donné une conférence. En 2022, les œuvres de Mimei ont été sélectionnées pour la deuxième année consécutive au Salon d’automne.

## Projets actuels et futurs
Trois œuvres d’art devraient être présentées à l’exposition mondiale d’art Japon-France au Centre national des Arts de Tokyo. C’est la deuxième année consécutive que ses œuvres sont sélectionnées pour l’exposition du Salon d’Automne.
14-23 août 2022 : Exposition de l’Art Actuel France-Japon avec participation multinationale.
16 septembre 2022 Concert « Chantons, Prions, Aimons » accompagné par Seiji Endo au Blues Alley Japan.
21-23 octobre 2022 : Exposition du Salon d’Automne 2022.
31 mai-20 juin 2024 : Exposition à la p'tite Galerie de Honfleur.

## Publications
- マンガ ギリシア神話、神々と人間たち, Kodansha Books,‎ 1998 (ISBN 4062690020)

- 突撃!自衛隊 (ラッコブックス), Racco Books (ISBN 410441901X)

- Nippon no Mimei vol. 1, SPA! Comics, 2003 (ISBN 4594042260)

- Nippon no Mimei vol. 2, 2004 (ISBN 4594046789)

- The man who held the fate 1 Julius Caesar history of manga Roman Empire, the world's, Kodansha Books, 2007 (ISBN 9784062139038)

- 2 Augustus foundation history of the Roman Empire comics, of Yuruginaki empire, Kodansha Books, 2007 (ISBN 9784062139809)

- Collapse 3 Caligula history of the Roman Empire comics, Nero, of Julius morning, Kodansha Books, 2007 (ISBN 9784062140454)

- Show Case, Mimeidia, 2013 (ISBN 978-4907213008)

- Histoires d’amours, Mimeidia, 2020 (ISBN 978-4907213015)